# Toxochelyidae
Famille
Genres de rang inférieur
- † Toxochelys Cope
- † Dollochelys
- † Porthochelys Williston, 1901
- † Thinochelys Zangerl, 1953

Les Toxochelyidae forment une famille éteinte de tortues marines omnivores. Leurs fossiles datent du Crétacé.